# Broken by Desire to Be Heavenly Sent
Broken by Desire to Be Heavenly Sent è il secondo album in studio del cantante britannico Lewis Capaldi, pubblicato il 19 maggio 2023.
È stato anticipato dai singoli Forget Me, Pointless e Wish You the Best e dal singolo promozionale How I'm Feeling Now.

## Tracce
1. Forget Me
2. Wish You the Best
3. Pointless
4. Heavenly Kind Of State Of Mind
5. Haven’t You Ever Been In Love Before?
6. Love The Hell Out Of You
7. Burning
8. Any Kind Of Life
9. The Pretender
10. Leave Me Slowly
11. How This Ends
12. How I'm Feeling Now